# 三浦貴博
三浦 貴博（みうら たかひろ、1975年6月5日 - ）は、日本のアニメーター 、アニメ演出家、アニメ監督。埼玉県出身。ufotable所属。

## 経歴
漫画家を目指していた時期があり、絵を学ぶためにアニメーターを目指す。イマジンに入社後、動画を経て2001年放送の「ゲートキーパーズ」の第8話「侵略者を見つけだせ!」にて原画デビュー。翌2002年からフリーで活動をはじめ、2003年放送の「住めば都のコスモス荘 すっとこ大戦ドッコイダー」の第8話「妹♥L♥O♥V♥E♥でドッコイ」よりufotableに参加。「ネギま!?夏」にて監督の大沼心のもとで初演出を務め、以降、演出家としても活動。「劇場版空の境界 第6章 忘却録音」にて初めて監督を務めた。
ufotable作品以外にも絵コンテのみで他社スタジオ作品へ参加することもあり、主にCloverWorks作品やufotableへ席を置いたこともある伊藤祐毅監督作品に絵コンテで参加している。

## 人物
監督作品では絵コンテや演出の他に自身で原画も務めることが多い。これは、手が空いている時に自分で描けば作業の手間が省けるという考えからきている。現在は演出家の活動がメインとなっているが、自身で描かないと演出家として伸びていかないという考えからアニメーターとしての活動も続けている。
ufotableを代表するアクション演出家であり、重要なアクションパートの演出を任されることが多い。三浦が絵コンテ、演出を担当するパートはufotable社内で「Mパート」と呼ばれている。自身が監督を務めた『Fate/stay night [Unlimited Blade Works]』ではアクション描写について原作者の奈須きのこより、「アクションの外連味やギミックの見せ方が化け物じみたところがある」と評された他、『劇場場 Fate/stay night ［Heaven's Feel］』全3章では作中の見せ場の戦闘シーンとなる「ランサー対真アサシン」「ライダー対真アサシン」「セイバーオルタ対バーサーカー」「ライダー対セイバーオルタ」の絵コンテ・演出を担当。近年のufotableの重要なアクション演出の多くを担当している。
「東方地霊殿」をはじめとした「東方Project」作品のファンであり、アニメイト10周年企画「アニメ店長×東方Project」では監督を務めた。

## 作品リスト

### テレビアニメ
2000年
- 風まかせ月影蘭（動画）
- 陽だまりの樹（動画）
- ゲートキーパーズ（原画）
- ラブひな（原画）
- HAND MAID メイ（原画）

2001年
- Z.O.E Dolores, i（原画）
- シスター・プリンセス（作画監督・原画）
- こみっくパーティー（原画）
- はじめの一歩（原画）
- あぃまぃみぃ!ストロベリー・エッグ（原画）

2002年
- りぜるまいん（原画）
- ぴたテン（原画）
- G-onらいだーす（原画）
- ドラゴンドライブ（原画）
- PIANO（作画監督）
- スパイラル ～推理の絆～（2002年 -2003年、原画）
- シスター・プリンセス RePure（原画）

2003年
- 妄想科学シリーズ ワンダバスタイル（原画）
- ぽぽたん（原画）
- 住めば都のコスモス荘 すっとこ大戦ドッコイダー（原画）
- D.C. ～ダ・カーポ～（原画）
- まぶらほ（-2004年） - 原画）

2004年
- ニニンがシノブ伝（原画）
- 忘却の旋律（原画）
- ローゼンメイデン（原画）

2005年
- 月詠 -MOON PHASE-（原画）
- ああっ女神さまっ（原画）
- フタコイ オルタナティブ（作監協力・原画）
- これが私の御主人様（原画）
- ぱにぽにだっしゅ！（原画）
- 魔法少女リリカルなのはA's（原画）
- 機獣創世記ゾイドジェネシス（原画）

2006年
- コヨーテ ラグタイムショー（原画）

2007年
- がくえんゆーとぴあ まなびストレート!（キーアニメーター・演出・作画監督補佐・原画）
- ハヤテのごとく！（演出・原画）
- 魔法少女リリカルなのはStrikerS（原画）

2010年
- バカとテストと召喚獣（原画）
- とある科学の超電磁砲（原画）

2011年
- Fate/Zero（2011年 - 2012年、第1期オープニング絵コンテ（共同）・絵コンテ・演出・絵コンテクリーンナップ・レイアウト作画監督・原画）

2015年
- Fate/stay night [Unlimited Blade Works]（監督・絵コンテ・演出、脚本（BD特典）・原画）

2016年
- テイルズ オブ ゼスティリア ザ クロス（2016年 - 2017年、絵コンテ・演出・演出監修・原画）

2017年
- GRANBLUE FANTASY The Animation（絵コンテ）
- 活撃 刀剣乱舞（絵コンテ）
- Fate/Grand Order × 氷室の天地 ～7人の最強偉人篇～（絵コンテ・演出）
- 衛宮さんちの今日のごはん（2017年 - 2018年、監督（佐藤哲人と共同）・ED絵コンテ（竹内將と共同）・共同絵コンテ・絵コンテ、共同脚本）

2021年
- 約束のネバーランド（絵コンテ）
- takt op.Destiny（絵コンテ）
- 鬼滅の刃 無限列車編（絵コンテ）

2022年
- 鬼滅の刃 遊郭編（絵コンテ）
- 東京24区（絵コンテ）
- 明日ちゃんのセーラー服（絵コンテ）
- リコリス・リコイル（絵コンテ）
- SPY×FAMILY（絵コンテ）

2024年
- WIND BREAKER（絵コンテ）

### 劇場アニメ
2007年
- 空の境界全8章（2007年 - 2010年、監督（第6章）・作画監督補佐（第7章）・作画監督協力（第2章、第3章）・原画（第1章、第2章、第6章）

2017年
- 劇場版 Fate/stay night ［Heaven's Feel］ 第一章 presage flower（共同絵コンテ・演出）

2018年
- 劇場版 Fate/stay night ［Heaven's Feel］ 第二章 lost butterfly（共同絵コンテ・演出）

2020年
- 劇場版 Fate/stay night  [Heaven's Feel] 第三章 spring song（共同絵コンテ・演出）
- 劇場版 鬼滅の刃 無限列車編（共同絵コンテ）

2021年
- Fate/Grand Order -終局特異点 冠位時間神殿 ソロモン-（共同絵コンテ）

2023年
- 劇場版 SPY×FAMILY CODE: White（絵コンテ）

2025年
- 劇場版 鬼滅の刃 無限城編 第一章 猗窩座再来（絵コンテ）

### OVA
1999年
- MASTERキートン（動画）

2004年
- 蒼い海のトリスティア（作画監督協力・原画）

2006年
- ネギま!?夏（演出）

2010年
- トリコ（ED絵コンテ・演出）
- アニメ店長×東方Project（監督・シナリオ・絵コンテ）

2011年
- テイルズ オブ シンフォニア THE ANIMATION（世界統合編 - 絵コンテ）

### ゲーム
2011年
- テイルズオブエクシリア（OPアニメーション絵コンテ・演出・レイアウト作画監督・原画）

2012年
- テイルズオブエクシリア2（絵コンテ・演出・原画）
- Fate/stay night [Réalta Nua]（オープニング監督・絵コンテ・演出）

2016年
- Fate/Grand Order（コラボCMアニメーション監督・絵コンテ・演出

2021年
- テイルズオブアライズ 第2部OPアニメーション「Hello, Again ～昔からある場所～」（絵コンテ・演出）